# Euwintonius
Euwintonius is een geslacht van hooiwagens uit de familie Assamiidae.
De wetenschappelijke naam Euwintonius is voor het eerst geldig gepubliceerd door Roewer in 1923. 

## Soorten
Euwintonius omvat de volgende 3 soorten:
- Euwintonius continentalis
- Euwintonius insulanus
- Euwintonius thaiensis